# Guaratinguetá Futebol
El Guaratinguetá Futebol Ltda. fue un club de fútbol brasileño de la ciudad de Guaratinguetá, estado de São Paulo. Fue fundado en 1998 y jugaba en el Campeonato Paulista.
El 15 de octubre de 2010 el club anunció el cambio de sede y de nombre, de Guaratinguetá a Americana. Luego retomaría su anterior nombre.
En febrero de 2017 el club perdió la licencia para competir en los torneos oficiales por problemas financieros y de calendario ya que participaba en dos torneos de manera simultánea (Serie D y Campeonato Paulista) por lo que desapareció.

## Entrenadores
- Argel Fuchs (mayo de 2008–febrero de 2009)[2][3]
- Estevam Soares (febrero de 2009–marzo de 2009)[4][5]
- Givanildo Francisco (interino- abril de 2009)[6]
- Candinho Farias (abril de 2009–mayo de 2009)[7][8]
- João Telê (diciembre de 2014–julio de 2015)[9][10]
- João Telê (noviembre de 2015–?)[11]